# Forcola di Livigno
Die Forcola di Livigno ist ein Pass zwischen dem Schweizer Kanton Graubünden und Italien zwischen dem Puschlav und Livigno. Die Passhöhe liegt bei 2315 m s.l.m.

## Geographie
Auf ihm verläuft die Wasserscheide zwischen Schwarzem Meer und Mittelmeer (Donau-Po-Wasserscheide). Er ist der einzige Pass zwischen der Schweiz und Italien, wo man von der Alpensüdseite aus der Schweiz auf die Alpennordseite nach Italien hin wechselt.
Die Strasse über den Pass zweigt von der Südrampe des Berninapasses ab. Sie bietet in den Sommermonaten eine günstigere Alternative auf dem Weg nach Livigno, da der Munt-la-Schera-Tunnel am Lago di Livigno gebührenpflichtig ist. Im Winter ist der Pass gesperrt. Im September 2016 hat die Regierung des Kantons Graubünden beschlossen, den Pass jeweils frühestens am ersten Montag im Juni zu öffnen und ihn spätestens am letzten Freitag im November zu schliessen. Eine spätere Öffnung oder frühere Schliessung aufgrund von Lawinengefahr bleibt vorbehalten.